# Trận Baghuz Fawqani
Trận Baghuz Fawqani là một cuộc tấn công của Lực lượng Dân chủ Syria (SDF) do người Kurd lãnh đạo, được không quân, pháo binh và nhân viên lực lượng đặc biệt của liên quân do Mỹ dẫn đầu hỗ trợ, bắt đầu vào ngày 9 tháng 2 năm 2019. Đây là một phần của chiến dịch Deir ez-Zor của Nội chiến Syria. Cuộc chiến này bao gồm một loạt các cuộc tấn công mặt đất, đã diễn ra trong và xung quanh Syria thị trấn Al-Baghuz Fawqani ở vùng giữa thung lũng sông Euphrates, gần biên giới Iraq-Syria, và được coi là lãnh thổ còn lại cuối cùng của Nhà nước Hồi giáo Iraq và Levant (ISIL) ở miền đông Syria.
Sau khi bao vây và dồn lực lượng Nhà nước Hồi giáo vào một cụm làng đông dân cư và một khu lều trại dọc bờ sông trong tuần đầu tiên, SDF nhận ra rằng số lượng dân thường nhiều hơn dự đoán, chủ yếu là người thân của các chiến binh ISIL nước ngoài, vẫn còn ở trong khu vực này. Với sự giám sát của Liên minh, SDF đã tiến hành phương pháp tác chiến từng bước, tung ra các cuộc tấn công dữ dội sau đó tạm dừng để cho phép các chiến binh đầu hàng, con tin và gia đình di tản nhằm giảm thiểu thương vong dân thường. Chiến lược "đánh lừa", cùng với sự kháng cự mạnh mẽ, cuồng tín của các chiến binh thánh chiến ISIL kỳ cựu trong một khu vực nhỏ nhưng dày đặc, đã làm cho trận chiến kéo dài thành một cuộc bao vây trường kỳ. SDF chính thức tuyên bố chiến thắng cuối cùng trước Nhà nước Hồi giáo ở Baghuz Fawqani vào ngày 23 tháng 3.

## Bối cảnh
Kể từ tháng 9 năm 2017, Lực lượng Dân chủ Syria đã tham gia chiến dịch giành quyền kiểm soát lãnh thổ từ nhóm khủng bố Nhà nước Hồi giáo ở miền đông Syria. Những bước tiến của SDF được hỗ trợ bởi các lực lượng Mỹ, Anh và Pháp từ Liên minh CJTF-OIR thông qua sự hỗ trợ trên không, pháo binh của Pháp và Mỹ, và sự hỗ trợ và giám sát của lực lượng đặc biệt Mỹ. SDF đã phát động giai đoạn thứ ba và cuối cùng trong chiến dịch của họ vào tháng 9 năm 2018, dần dần chiếm được phần còn lại của lãnh thổ ISIL nằm trên sông Euphrates gần biên giới Iraq-Syria. Đến ngày 1 tháng 2 năm 2019, ISIL đã bị giảm xuống còn bốn km2 lãnh thổ, đóng hộp chống lại dòng sông với SDF tiến từ phía tây bắc, lực lượng chính phủ Syria chặn các cửa sông và lực lượng Iraq được triển khai để ngăn chặn sự xâm nhập qua biên giới. Cuộc di cư khổng lồ của thường dân diễn biến phức tạp, với SDF tạm dừng tiến lên trong gần 10 ngày trước trận chiến. Trong vòng 10 ngày trước trận chiến, hơn 20.000 dân thường đã chạy trốn khỏi khu vực này. SDF tuyên bố rằng một số con tin nước ngoài, bao gồm nhà báo người Anh mất tích John Cantlie và linh mục Dòng Tên người Ý bị bắt cóc, Cha Paolo Dall'Oglio, có thể bị giam giữ trong khu vực này.
Vào ngày 9 tháng 2 năm 2019, Bộ trưởng Quốc phòng Pháp Florence Parly đã đến thăm Firebase Saham, một căn cứ yểm trợ pháo binh chung giữa Pháp và Mỹ gần Al-Qa'im, Iraq, hỗ trợ chiến dịch chống ISIL của SDF. Gặp gỡ các lực lượng Pháp ở đó, Parly nói với họ rằng đừng bị phân tâm và rằng Pháp "quyết tâm hoàn thành cuộc chiến chống lại những kẻ đã tấn công nước này", đề cập đến các cuộc tấn công khủng bố ở Pháp trong những năm gần đây do những kẻ trung thành với ISIL tiến hành.

## Trận chiến

### Mở cuộc tấn công
Lực lượng Dân chủ Syria tuyên bố "trận chiến cuối cùng" quyết định chống lại Nhà nước Hồi giáo bao vây vào tối ngày 9 tháng 2 năm 2019. Các lực lượng SDF có sẵn trong cuộc tấn công bao gồm khoảng 15.000 chiến binh, được hỗ trợ bởi pháo binh Liên minh và yểm trợ trên không, cùng với sự hỗ trợ của các lực lượng đặc biệt của Quân đội Hoa Kỳ và, theo một chỉ huy của YPG, Cơ quan Không quân Đặc biệt Anh. Người ta ước tính rằng ISIL vẫn còn khoảng 400-1.000 chiến binh thánh chiến kiên cường, chịu trận nhất, chống lại kết cục cay đắng, mặc dù ước tính chung vẫn rất khác nhau.
Trận chiến bắt đầu bằng một cuộc oanh tạc nặng nề trong suốt buổi chiều từ các khẩu đội súng cối của SDF và máy bay ném bom của Mỹ, bao gồm B-1B Lancers, các cuộc đấu súng bắn tỉa xen kẻ và các đụng độ súng máy suốt cả ngày. Chiến đấu tiếp tục vào ban đêm, SDF chỉ tiến lên cho đến khi màn đêm buông xuống lúc kết hợp việc pháo sáng chiếu sáng khắp chiến trường , giữa vô số cuộc không kích và pháo kích "liên tục" của al-Baghuz Fawqani; các nguồn địa phương báo cáo chiến đấu đêm cũng có trên cầu Baghuz-Bukhamal. SDF đã báo cáo về cái chết của 37 thành viên ISIL cùng với việc phá hủy 19 vị trí tiền phương của địch, bốn con đường, một mảnh súng cối, một xe máy và kho vũ khí nhỏ trong cuộc oanh tạc.
Trong suốt đêm ngày 9 tháng 2 và đến sáng ngày 10 tháng 2, SDF đã đạt được những tiến bộ sớm, chiếm được 41 điểm chiến thuật trong tổng diện tích 2 km2 trong khi đẩy lùi một cuộc phản công của ISIL lúc 4 giờ sáng tại địa phương. SDF báo cáo đã giết nhiều tay súng ISIL trong khi chỉ mất 2  người. Họ cũng báo cáo đã bảo đảm một hành lang nhân đạo cho 200 thường dân chạy trốn khỏi cuộc chiến. Người phát ngôn của SDF Mustafa Bali, bình luận về các cuộc đàm phán đằng sau hậu trường giữa ISIL, SDF và Liên minh, tuyên bố rằng các đại diện Nhà nước Hồi giáo đã yêu cầu thoát khỏi túi an toàn. Bali nói rằng SDF sẽ "chiến đấu đến phút cuối cùng"; tuy nhiên, các nhà đàm phán Mỹ bị cáo buộc tuyên bố rằng lối đi an toàn đến Tỉnh Idlib, do đối thủ của ISIL Hayat Tahrir al-Sham thống trị, là một đề nghị vẫn còn trên bàn. Trong khi đó, bình luận về trận chiến, Tổng thống Mỹ Donald Trump đã tweet rằng "Mỹ sẽ sớm kiểm soát 100% lãnh thổ ISIS ở Syria".
Đến sáng ngày 11 tháng 2, 1.500 dân thường khác đã rời khỏi khu vực trong một cột gồm 17 xe tải chở đầy đàn ông, phụ nữ và trẻ em, một số người được xác định là người Iraq. Hàng trăm thường dân tiếp tục đi ra khỏi khu vực vào các trung tâm sàng lọc tạm thời của Liên minh SDF được thành lập để lọc ra những kẻ thánh chiến chạy trốn. Một chỉ huy của YPG tuyên bố rằng một số chiến binh ISIL tuyệt vọng sẽ dùng đến trang phục của phụ nữ khi chạy trốn. "[Các chiến binh ISIL] đã cố gắng trốn thoát trong quần áo của phụ nữ", chỉ huy nói, giải thích rằng "một số trong số họ ăn mặc như phụ nữ vì chúng tôi không yêu cầu phụ nữ nâng khăn trùm đầu của họ." 
Nhiệm vụ chiến đấu của Liên minh tiếp tục; Quyền Bộ trưởng Quốc phòng Hoa Kỳ Patrick Shanahan tuyên bố SDF đang có "tiến bộ đáng kể" mặc dù điều kiện thời tiết xấu. Tầm nhìn kém như thời tiết u ám hoặc bão bụi thường có lợi cho các máy bay chiến đấu ISIL vì nó che giấu một số triển khai trên mặt đất của chúng và cản trở trinh sát của Liên minh SDF. Liên minh nói rằng mặc dù thời tiết xấu, các cuộc không kích đã được thực hiện "bất cứ khi nào có thể". Các phần tử ISIL đã cố thủ và củng cố, khiến SDF phải phụ thuộc rất nhiều vào sức mạnh không quân của Liên minh để làm mỏng hệ thống phòng thủ và đánh bật các điểm cố thủ. Mỹ đã ném bom một nhà thờ Hồi giáo trong thị trấn được cho là được sử dụng làm trung tâm chỉ huy và kiểm soát của ISIL để chỉ đạo các cuộc tấn công và triển khai bom xe tự sát (SVBIED) chống lại SDF. "Nhà thờ Hồi giáo này đã mất trạng thái được bảo vệ khi ISIS cố tình chọn sử dụng nó làm trung tâm chỉ huy và kiểm soát", Liên minh tuyên bố. Cuộc đình công của nhà thờ Hồi giáo được đưa ra trong bối cảnh các báo cáo cho rằng ISIL đã cố tình sử dụng khiên người để ngăn chặn việc nhắm mục tiêu của Liên minh và cản trở bước tiến của SDF. Truyền thông nhà nước Syria đưa tin khoảng 70 người đã thiệt mạng hoặc bị thương ở rìa thị trấn sau khi một cuộc không kích tấn công vào một khu định cư nơi hàng trăm người đang trú ẩn. Một phát ngôn viên của Liên minh đã trả lời: "Chúng tôi biết về các báo cáo nguồn mở về các thương vong dân sự bị cáo buộc. Chúng tôi nghiêm túc xem xét tất cả các cáo buộc về thương vong dân sự và hiểu rằng cũng có rất nhiều thông tin sai lệch. " 
Tiếng nổ và tiếng súng vang vọng cách xa chiến trường hàng chục km khi các cuộc không kích dữ dội của Liên quân và các cuộc tấn công tên lửa SDF tiếp tục; các nhân chứng mô tả các cột nấm của khói trắng và xám đen cuồn cuộn trên bầu trời khi máy bay chiến đấu và tên lửa bay ngang qua. Các màn hình Đài quan sát Syria vì Nhân quyền (SOHR) tại Anh cho biết đà tiến của SDF chậm hơn so với dự kiến ban đầu do ISIL sử dụng đường hầm để di chuyển chiến trường cùng với việc triển khai các tay súng bắn tỉa, VBIEDs, tên lửa chống tăng có điều khiển, và mìn chống lại SDF, buộc họ phải đồng thời tiến hành các hoạt động tháo gỡ mìn khi tiến lên. Chỉ huy Bộ Tư lệnh Trung ương Hoa Kỳ (CENTCOM) Gen. Joseph Votel, người giám sát các hoạt động ở Trung Đông của Hoa Kỳ, đã bình luận về trận chiến trong chuyến đi đến Cairo. "Đó là một không gian tương đối hạn hẹp, nó bị đô thị hóa mạnh mẽ, nó chứa rất nhiều mối nguy hiểm nổ, ví dụ như các thiết bị nổ tự tạo và một loại phòng thủ được ISIS chuẩn bị," ông nói, nhấn mạnh vào chiến tranh phi đối xứng thường liên quan đến chiến đấu với ISIL.
Ước tính số lượng chiến binh ISIL còn lại trong vùng đất khác nhau; Các quan chức SDF và SOHR ước tính còn lại khoảng 3.000 chiến binh thánh chiến ISIL nước ngoài, mặc dù các ước tính của Liên minh trước đây đã đưa con số này vào khoảng một nửa. Vào ngày 10 tháng 2, người phát ngôn của SDF Mustafa Bali cho biết có tới 600 máy bay chiến đấu vẫn có mặt ở Baghuz Fawqani. Tuyên bố về các cuộc đàm phán cửa sau đang diễn ra cũng vẫn tồn tại, mặc dù một nguồn SDF phủ nhận mọi cuộc đàm phán như vậy đang xảy ra, nói rằng SDF yêu cầu ISIL đầu hàng vô điều kiện. Trong khi đó, truyền thông Ý đưa tin nhiếp ảnh gia tự do Gabriele Micalizzi bị thương ở đầu rất tệ, mặc dù không nghiêm trọng, bởi những mảnh vụn từ một quả lựu đạn phóng bằng tên lửa. Micalizzi được Liên minh đưa đến Baghdad để sơ tán anh trở về Ý. Đài quan sát cho biết 13 chiến binh ISIL, bao gồm năm kẻ tấn công tự sát, đã thiệt mạng cũng như sáu chiến binh SDF trong cuộc chiến gần đây. 16 thường dân được báo cáo đã thiệt mạng trong cuộc không kích vào cuối ngày 11 tháng 2.

### Giảm đà tiến và tiếp tục di cư

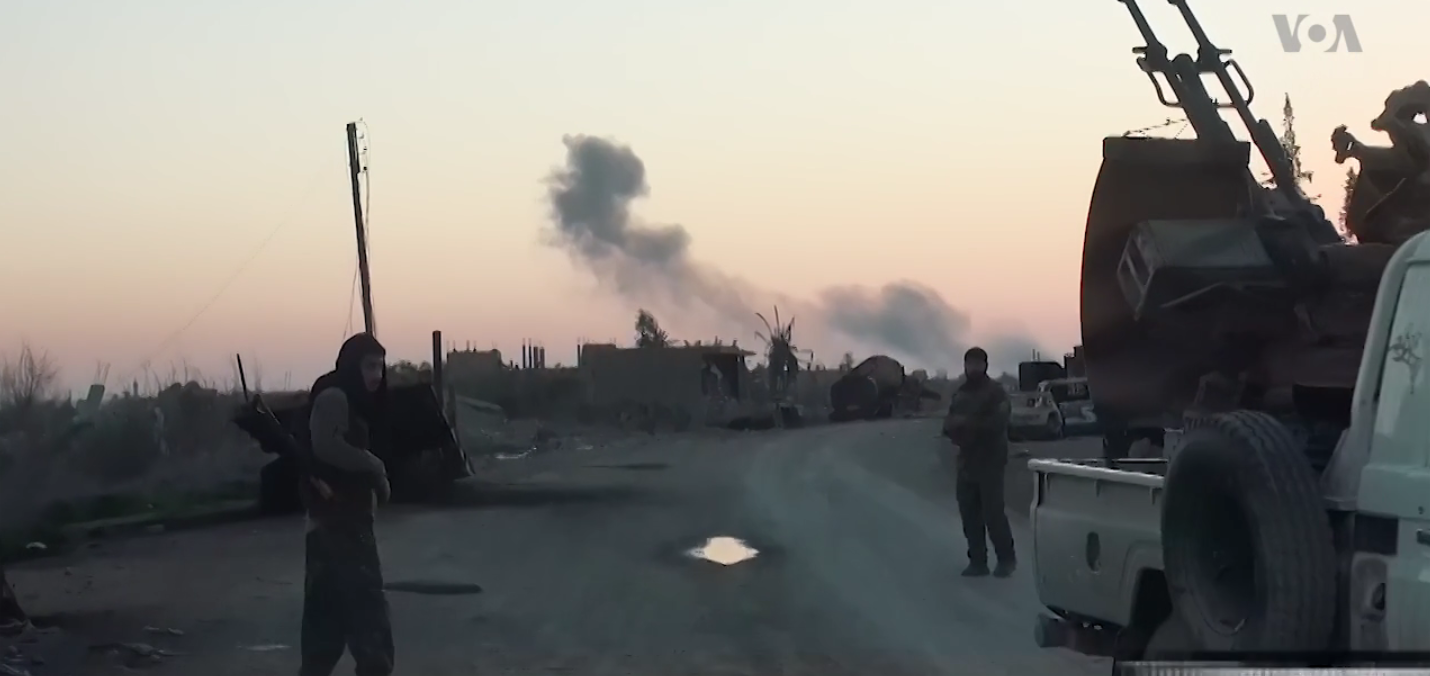
SDF bao vây Al-Baghuz Fawqani, ngày 12 tháng 2 năm 2019

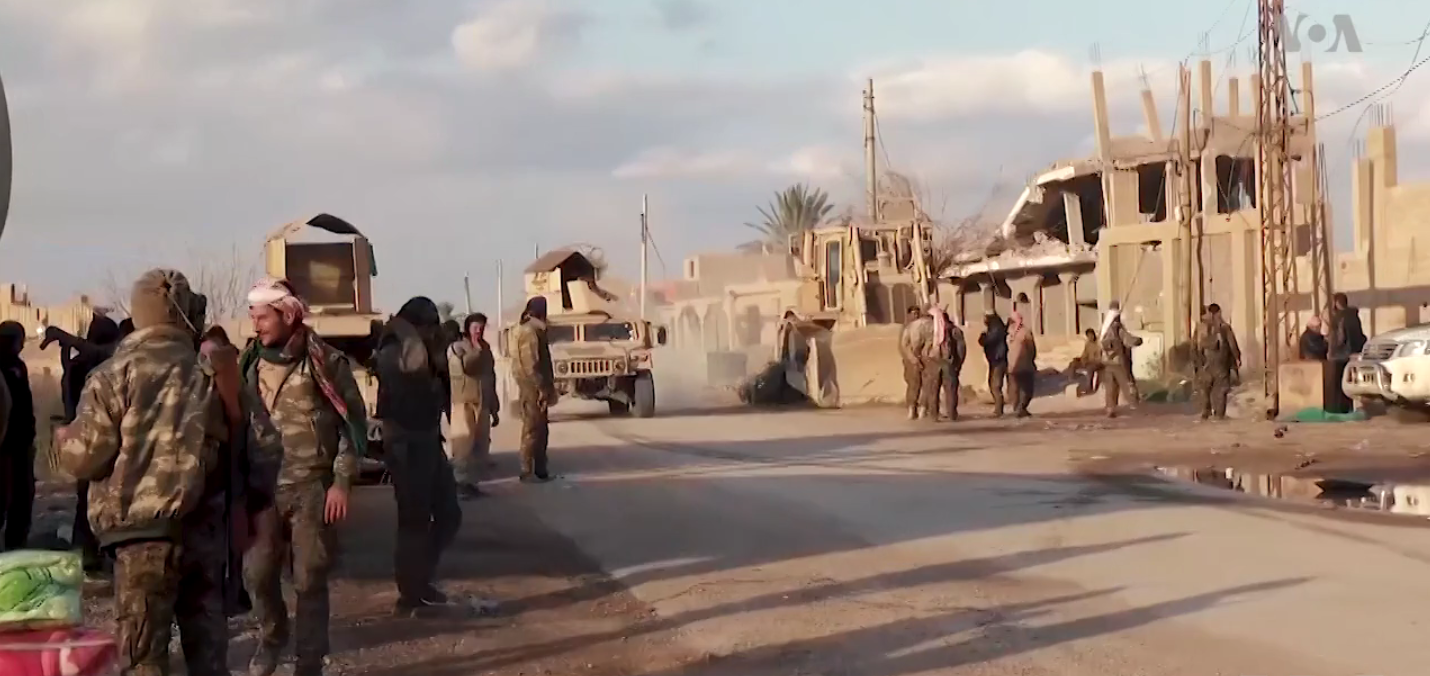
Máy bay chiến đấu SDF tiến lên, ngày 12 tháng 2 năm 2019

Vào ngày 12 tháng 2, thường dân tiếp tục chạy trốn trên lưng những chiếc xe tải bụi bặm chứa đầy phụ nữ và trẻ em bị trói buộc vào các trại do người Kurd điều hành ở phía đông bắc Syria. Các tài xế xe tải dân sự cho biết 18 người nước ngoài nằm trong số hàng chục thường dân chạy trốn cùng họ, bao gồm người Nga, người Thổ Nhĩ Kỳ và người Ukraine. Các nhà báo khu vực và nước ngoài đã chen lấn qua các cạnh của xe tải để tìm những người không phải là người Ả Rập trong dân thường, một số người hét lên "Pháp? Pháp? " Một người dân bỏ trốn, một bà mẹ năm tuổi, mô tả vụ đánh bom là "không thể tưởng tượng được". "Không có thức ăn. Chúng tôi ăn cỏ từ mặt đất như cừu... Daesh đã chặn đường và những kẻ buôn lậu muốn hàng ngàn đô la Mỹ," cô nói thêm. Hai bà mẹ người Pháp theo đạo Hồi đã trả tiền để được mang lậu ra khỏi vùng đất này cho rằng "các vụ thảm sát" đang diễn ra bên trong thị trấn trong khi nhiều người khác chết đói. Chỉ có phụ nữ Syria và Iraq được phép đi lậu ra ngoài, theo những người phụ nữ.
Các cuộc đụng độ bạo lực tiếp diễn trong suốt ngày 12 tháng 2; Các cuộc không kích của liên quân đã bắn phá toàn bộ các quận, chẳng hạn như khu phố Sheikh Hamad, khi SDF chiếm được cầu Baghuz-Bukamal và tiến vào khu phố Al-Khanafirah. Một hạm đội gồm 15 xe chở lính Mỹ được nhìn thấy đang củng cố chiến tuyến thứ cấp khi các đơn vị ISIL sử dụng chiến thuật phục kích và súng máy dã chiến và tên lửa chống tăng có điều khiển chống lại các vị trí SDF. Các nhân chứng địa phương cho biết ISIL đã sử dụng các đám cháy rác và lốp xe để lấp đầy bầu trời với khói dày để làm phức tạp khả năng không kích của Liên quân và làm cho không khí khó thở hơn đối với quân SDF. Phóng viên Syria Mushin Khalil đã báo cáo ít nhất 14 máy bay chiến đấu SDF đã thiệt mạng vào ngày 12 trong một cuộc phản công của ISIL có liên quan đến một kẻ đánh bom tự sát. Vào cuối ngày, người phát ngôn của SDF Mustafa Bali tuyên bố rằng ISIL chỉ kiểm soát 1 km2 lãnh thổ và tất cả những người còn lại ở đó là các chiến binh ISIL và gia đình của họ. Trong khi đó, SOHR báo cáo rằng các quan chức Hoa Kỳ yêu cầu ISIL đầu hàng 40 tấn vàng bị đánh cắp mà nhóm này sở hữu để đổi lấy lối đi an toàn đến một "địa điểm không được tiết lộ" trong các cuộc đàm phán đang diễn ra.
Vào ngày 13 tháng 2, các báo cáo nổi lên rằng ISIL đã xử tử hơn 15 chiến binh của mình vì cố gắng đầu hàng, bảy người trong số họ là công dân Pháp. Sau khi dọn sạch khu phố Sheikh Hamad, SDF đã có thể phá vỡ tuyến phòng thủ của ISIL và chiếm được trung tâm thị trấn, buộc hàng chục chiến binh thánh chiến ISIL phải chạy trốn về phía Safafinah cùng với các chiến binh còn lại của ISIL bị giam giữ tại một trại tị nạn gần đó.. SDF báo cáo đã nhận được 425 dân thường chạy trốn khỏi túi trong vòng 24 giờ qua bằng xe tải và đi bộ; một số phụ nữ bỏ trốn - nhiều người trong số họ là vợ của các chiến binh ISIL - có vết thương do súng, có khả năng là do lực lượng ISIL bắn vào những người vợ bỏ trốn của họ với hy vọng sử dụng gia đình của họ làm lá chắn cho con người và mặc cả con chip trong các cuộc đàm phán. Các nhân viên của SDF và Liên minh đã bỏ trốn khỏi dân thường nam trong quá trình xử lý và được cho là đã sử dụng quét võng mạc, lấy dấu vân tay và các công cụ thu thập dữ liệu sinh trắc học khác khi sàng lọc họ tìm mối quan hệ với thánh chiến. Trong khi đó, Ủy ban Cứu hộ Quốc tế tuyên bố 51 người đã chết trên đường từ khu vực đến trại tị nạn Al-Hawl hoặc ngay sau khi đến, hầu hết trong vài tuần qua. Phần lớn là trẻ mới biết đi hoặc trẻ sơ sinh chết vì hạ thân nhiệt thông qua những chuyến đi dài qua địa hình sa mạc lạnh lẽo với người thân.

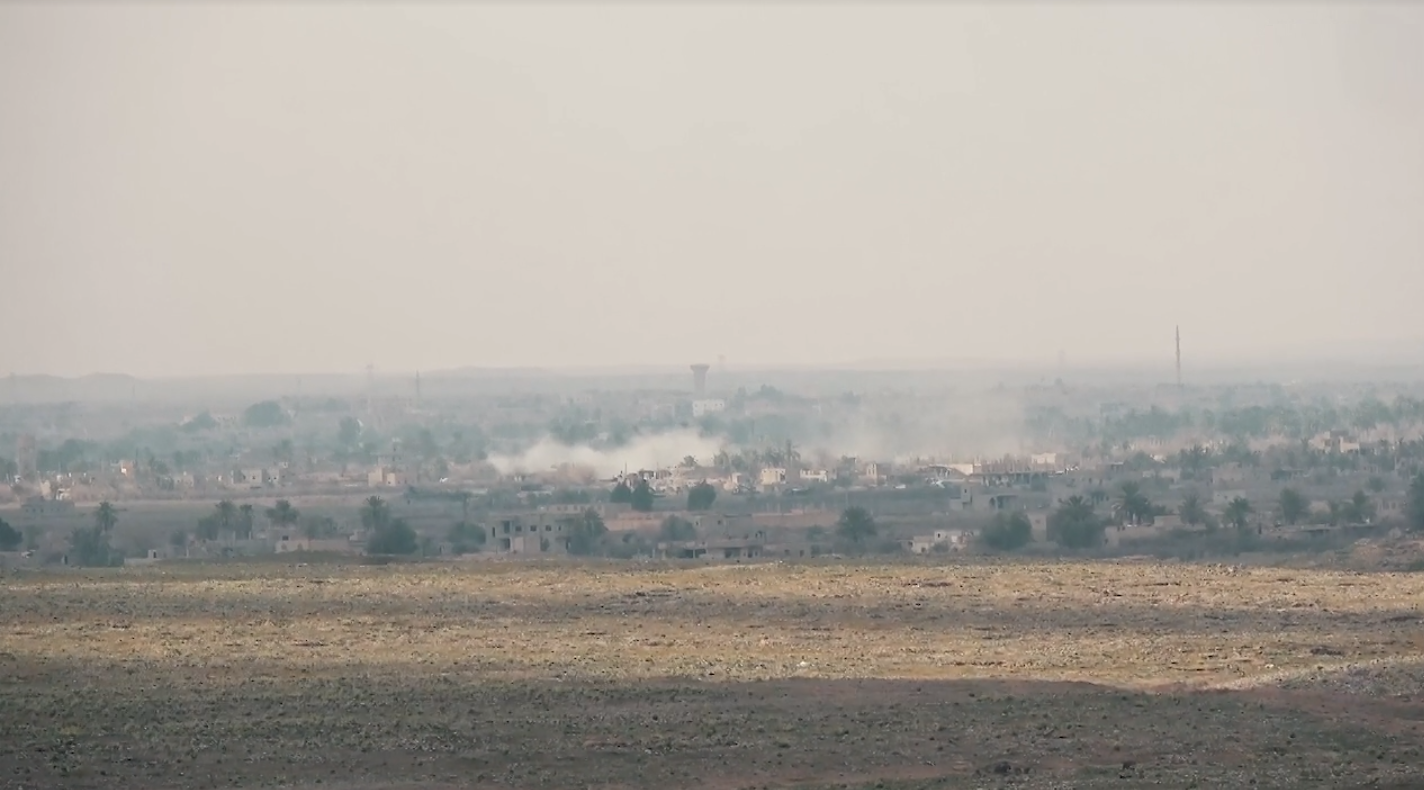
Cuộc đụng độ ở Al-Baghuz Fawqani, ngày 14 tháng 2 năm 2019

Vào ngày 14 tháng 2, các nhà báo đưa tin bên ngoài thị trấn nói rằng mọi thứ đều "yên lặng", vì tốc độ tiến bộ của SDF đã chậm lại. Một vài thường dân đã ra ngoài qua đêm - đợt nhỏ nhất trong vài tuần - theo một nhân viên cứu trợ tại chỗ. Một quan chức của SDF cho biết các hoạt động thanh toán bù trừ vẫn đang tiếp diễn trong khi giao tranh diễn ra chủ yếu diễn ra ở trục đông bắc của thị trấn nơi ông nói thêm rằng các chiến binh đang bảo vệ " vũ khí nhiệt " mới. SDF báo cáo đã bắt giữ một phòng khám được sử dụng để điều trị cho quân ISIL và bộ đệm vũ khí chứa đầy đạn, bao gồm 10 súng cối, một khẩu pháo và một quả bom xe được trang bị thuốc nổ ở trục đông bắc. Các máy bay chiến đấu SDF trên trục đông nam được báo cáo đã phát hiện ra thi thể của 26 binh sĩ ISIL vào cuối ngày 14 tháng 2, bao gồm cả một người lính trẻ em.
Thời tiết mưa, dân thường chạy trốn và các chiến thuật phục kích của ISIL tiếp tục làm giảm bước tiến của SDF vào ngày 15 tháng 2 khi các đội kỹ thuật tiến hành các hoạt động dọn đường hầm và tháo gỡ mìn liên tục trên trục đông bắc. Các cuộc tấn công phẫu thuật của liên minh đã được báo cáo giảm xuống tối đa hai ngày một lần vì Adnan Afrin, một chỉ huy người Kurd, cho biết SDF muốn tránh "gây ra một vụ thảm sát" do ISIL đưa hàng trăm con tin dân sự ra khỏi đường hầm dưới lòng đất trong những ngày gần đây. SOHR báo cáo rằng một đoàn xe của Liên minh gồm bảy xe tải, ba xe cứu thương và các phương tiện khác đi về phía khu vực do ISIL nắm giữ nhằm mục đích lôi kéo các chiến binh thánh chiến còn lại và gia đình của họ. Vào cuối ngày, 200 máy bay chiến đấu ISIL đã đầu hàng.